# Empis coxalis
Empis coxalis är en tvåvingeart som beskrevs av Thomson 1869. Empis coxalis ingår i släktet Empis och familjen dansflugor. Inga underarter finns listade i Catalogue of Life.